# Abava
L'Abava è un fiume della regione di Kurzeme, in Lettonia. È un affluente del Venta. Sulle rive del fiume sorgono le città di Kandava e Sabile.
La valle dell'Abava appartiene a un elenco di cento aree uniche al mondo stilato dall'UNESCO nel 1966.